# Aequidens tetramerus
Aequidens tetramerus (лат.) — вид рыб семейства цихловых.
Обитает в реках и ручьях бассейна Амазонки, Ориноко, Параны. Предпочитает держаться в медленных потоках.
Один из самых красочных видов среди цихловых, особенно во время брачного периода. Питается прежде всего насекомыми, иногда растительными остатками. Очень территориальная рыба.
Окраска варьирует в зависимости от ареала. Самец желтовато-серый, спинка зеленоватая до коричневой, нижняя часть тела красноватая, горло фиолетовое. От глаз до хвоста проходят большие тёмные бесформенные пятна. Плавники зеленовато-коричневые, также желтоватые или голубовато-серые с тёмными точками, спинной и анальный плавники удлинённые. Самка окрашена бледнее, её спинной и анальный плавники чаще всего тупые. Молодые рыбки окрашены ярче, они менее агрессивны, чем взрослые.
В естественной среде Aequidens tetramerus достигает длины до 25 сантиметров, в аквариуме — до 12-18 см. Держится в среднем и нижнем слоях воды.
Половая зрелость наступает в возрасте 10-12 месяцев, при длине не менее 10 см.

## Содержание
Популярный объект аквариумистов. Аквариум для содержания должен быть объёмом не менее 150 литров. Желательно каждую неделю менять до трети воды в аквариуме. Аквариум рекомендуется населять жестколистными аквариумными растениями, чтобы рыбки не объедали их листья. Растения следует высаживать в отдельные горшки, поскольку рыбы в поисках пищи копают грунт и могут выкопать эти растения. По этой же причине почва должна состоять из крупных, без острых углов, фракций. Аэрация и фильтрация аквариума обязательны. Хорошо, если аквариум будет оборудован укрытиями из крупных камней и коряг. Рыбы территориальные, защищают свой участок от любых пришельцев, в период нереста агрессивны.
В качестве корма подойдет специальный гранулированный корм, кусочки кальмара, скобленое мясо или живой корм соответствующего размера (насекомые и их личинки, мелкая рыбка, черви).